# Cantharis podistroides
Cantharis podistroides es una especie de coleóptero de la familia Cantharidae.

## Distribución geográfica
Habita en Uzbekistán.